# Коловая шашка

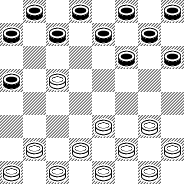
Классический кол

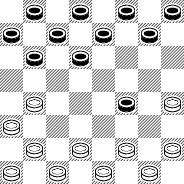
Кол за черных в дебюте «обратный кол»

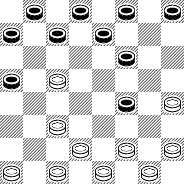
двойной кол в одноимённом дебюте

Ко́ловая ша́шка (кол) — деталь позиции в русских шашках: белая шашка на поле с5 при наличии черной на поле a5 и симметричная позиция с переменой цвета — черная простая на поле f4, белая на поле h4. Возможно наличие коловой шашки у обеих сторон (двойной кол).
Кол ставится в классическом розыгрыше дебюта «Кол» после ходов 1. cd4 ba5 2.dc5 d:b4 3. a:c5 или  1. cb4 ba5 2.bc5 d:b4 3. a:c5. Поле с5 (f4) называется ко́ловое по́ле
С коловой шашкой (т.е. с белой на с5 при черной а5 (черной простой на поле f4 при белой на h4) возникает игра, характерная для этой детали. Возникающие позиции называются коловые позиции.

Без черной (белой) простой а5 (h4) белая (черная) шашка на поле с5 (f4) называется тычок (тычек) — при условии, что шашка на поле с5 (f4) также задерживает простые a7 и c7 или a7 и e7 (f2 и h2 или d2 и h2 — соответственно).

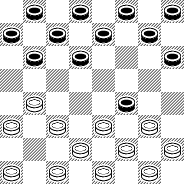
Черные ставят тычок (позиция из дебюта «обратный тычок»)

При установлении тычка появляются другие возможности игры, не характерные для коловых позиций, в то же время есть общие черты в обоих типах позиций.